# Cieminko
Cieminko [t͡ɕeˈminkɔ] (trước đây là Zemmin của Đức) là một ngôi làng thuộc khu hành chính của Gmina Ostrowice, thuộc hạt Drawsko, West Pomeranian Voivodeship, ở phía tây bắc Ba Lan. Nó nằm khoảng 6 kilômét (4 mi) phía đông bắc của đà điểu, 23 km (14 mi) về phía đông bắc của Drawsko Pomorskie và 101 km (63 mi) về phía đông của thủ đô khu vực Szczecin.
Trước 1772, khu vực này là một phần của Vương quốc Ba Lan, 1772-1945 Phổ và Đức. Để biết thêm về lịch sử của nó, xem Hạt Drahim và Lịch sử của Pomerania.